# グルタコニルCoA
グルタコニルCoA(Glutaconyl-CoA)は、リシン代謝の中間体である。